# Ga Gwanggyo
Ga Gwanggyo (Đại học Kyonggi) là ga tàu điện ngầm trên Tuyến Shinbundang ở Ha-dong, Yeongtong-gu, Suwon-si, Gyeonggi-do, Hàn Quốc. Nhà ga nằm ngay phía trước Đại học Kyonggi.

## Lịch sử
- 4 tháng 9 năm 2015:  Thông báo bắt đầu sử dụng [3]
- 30 tháng 1 năm 2016: Tuyến Shinbundang giữa Ga Jeongja và Ga Gwanggyo (trừ Ga Migeum) được mở rộng và mở cửa hoạt động như ga cuối cùng.

## Bố trí ga
| GwanggyoJungang ↑ |
| \| S/B            |
| Bắt đầu·Kết thúc  |

| Hướng Bắc | ● Tuyến Shinbundang | ← Hướng đi Migeum · Pangyo · Gangnam · Sinsa |
| Hướng Nam | ● Tuyến Shinbundang | → Kết thúc tại ga này                        |

## Xung quanh nhà ga
- Văn phòng xe cộ tuyến Shinbundang Gwanggyo
- Nút giao thông Dongsuwon Đường cao tốc Yeongdong
- Cơ sở Suwon của Đại học Kyonggi
- Nhà thi đấu Đại học Kyonggi (sân nhà của Đại học Kyunggi trong giải bóng chuyền đại học)
- Sân vận động Đại học Kyonggi (sân nhà của Đại học Kyunggi trong giải bóng đá đại học)
- Cơ quan cảnh sát phía nam tỉnh Gyeonggi-do
- Thung lũng công nghệ Gwanggyo
- Bảo tàng Suwon Gwanggyo
- Bảo tàng Lịch sử Suwon
- Chi nhánh E-Mart Gwanggyo
- Thư viện Gwanggyo Hongjae
- Đền Bongnyeongsa
- Trường trung học ngoại ngữ Suwon

## Hình ảnh

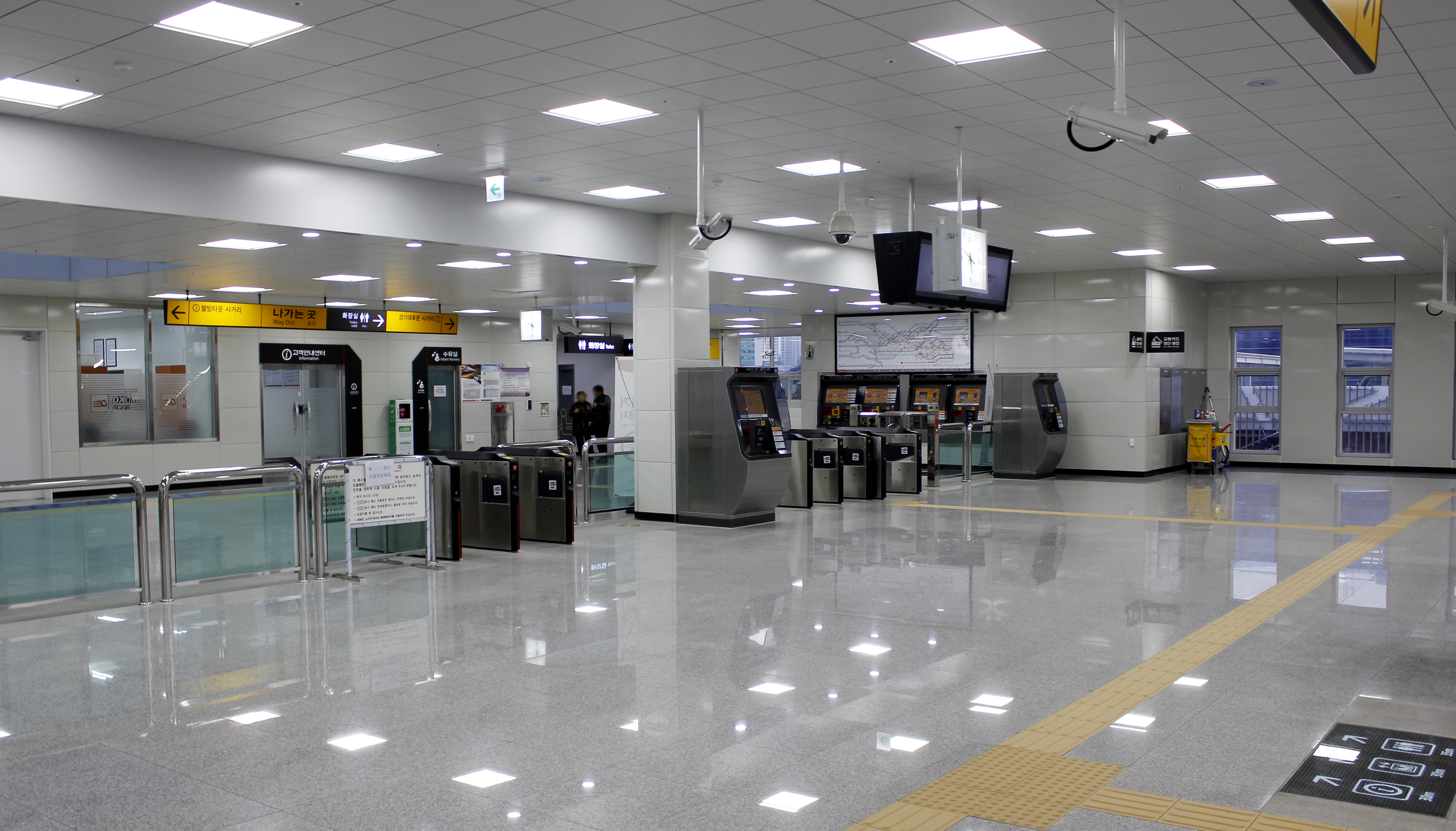
Phòng chờ